# Odontomyia painteri
Odontomyia painteri är en tvåvingeart som beskrevs av James 1936. Odontomyia painteri ingår i släktet Odontomyia och familjen vapenflugor. Inga underarter finns listade i Catalogue of Life.